# Moskovski Komsomolets
Moskovski Komsomolets (en ruso: Московский комсомолец) es un periódico ruso de información general de tirada nacional fundado en 1919 y con sede en Moscú.
También conocido como MK, es el distribuidor de Zvukovaya Dorozhka, el semanario decano del país tras ser publicado en 1977 en la entonces RSFS de Rusia.